# Калиски, Барт
Бартон «Барт» Калиски-младший (англ. Burton S. «Burt» Kaliski Jr.) — директор сети инноваций EMC.

## Биография
Барт Калиски родился в 1964 году в Нью-Йорке. Он был старшим из пяти детей в семье. Его родители работали в сфере образования: отец преподавал бизнес-дисциплины, а мать — естественные науки. С раннего детства образование играло важную роль в жизни Калиски. В детстве он помогал отцу в подготовке докторской диссертации, занимаясь обработкой данных анкетирования. Вместе с отцом он часто посещал университет, где тот преподавал. Калиски много времени уделял чтению научной литературы и самообразованию, проявляя особый интерес к вычислительной технике. В возрасте одиннадцати лет он разработал электрическую схему, работавшую от сети 110 В, и занял первое место в школьном научном конкурсе. Схема представляла собой ряд переключателей, соединённых с лампами, и была описана им как модель системы компьютерного обмена сообщениями.
В подростковом возрасте семья Калиски проживала в Манчестере, штат Нью-Хэмпшир, где он обучался в Манчестерской Центральной высшей школе. В это время он продолжал активно интересоваться компьютерами, осваивая программирование на машине PDP-11. Его учитель математики, Калиски (однофамилец или родственник), оказывал ему поддержку, предоставляя дополнительные знания сверх школьной программы. Самостоятельно он изучал язык ассемблер и создал, в частности, компьютерную версию шахмат.
Калиски был участником школьных клубов математики, шахмат и боулинга. В свободное время он подрабатывал: разносил газеты, стриг газоны. Интересовался научной фантастикой, в частности телесериалом Star Track. Вместе с отцом он ходил в походы по  Белым Горам и посещал кинотеатры, однако большую часть времени после школы он посвящал работе над собственными компьютерными программами.
Подростковый интерес к компьютерам оказал решающее влияние на его профессиональное становление. Некоторое время он работал в продуктовом магазине, что позволило ему приобрести автомобиль. Однако впоследствии он пришёл к выводу, что затраты на его содержание слишком велики, и продал машину, чтобы больше времени уделять учёбе и программированию. Несмотря на первоначальные трудности, он проявлял настойчивость и стремление к освоению новых знаний, что, по его собственным словам, соответствовало его внутреннему призванию.
Дядя Калиски был выпускником Массачусетского технологического института (MIT), и именно это вдохновило Барта на поступление в тот же вуз. Он успешно поступил в MIT, где получил базовое образование в области информатики, а затем сосредоточился на криптографии. Его родители поощряли стремление сына к обучению, считая постоянное развитие необходимым для интеллектуального роста. Калиски начал интересоваться криптографией ещё в юности, после знакомства с теорией чисел. Этот его интерес поощрял дядя, также увлечённый математикой.
На втором курсе он узнал об открытии алгоритма RSA, разработанного профессором Роном Ривестом, и обратился к нему с просьбой стать научным руководителем его бакалаврской работы. Ривест согласился.
В магистратуре Калиски принимал участие в деятельности различных общественных и религиозных организаций. Его интерес к религии в тот период пересекался с профессиональной деятельностью в области вычислительных технологий.
В январе 1983 года он связался с Дэнисом Бренстедом, специалистом по криптографии в Национальном бюро стандартов, и предложил свою помощь на добровольной основе. Это сотрудничество продолжилось летом, а впоследствии привело к выполнению всех трёх дипломных работ — бакалаврской, магистерской и докторской — под руководством Ривеста, посвящённых криптографии.
После завершения учёбы Калиски начал профессиональную деятельность в компании RSA, основанной при MIT в 1980-х годах. Он стал первым научным сотрудником компании и участвовал в создании в 1991 году подразделения RSA Laboratories, впоследствии переименованного в RSA Security.

## Карьера и достижения
В 2006 году, когда EMC Corporation приобрела компанию RSA Security, Калиски стал директором EMC Innovation Network. Он координировал разработку широко применяемых в настоящее время стандартов открытого ключа. Затем стоял во главе группы разработчиков стандарта IEEE P1363, охватившем основные моменты шифрования с открытым ключом. Барт возглавлял консультационную коллегию Энциклопедии криптографии и безопасности (англ. Encyclopedia of Cryptography and Security), а также конференции CRYPTO в 1991 и 1997 годах и конференцию Криптографического оборудования и интегрированных систем в 2002 году (англ. Cryptographic Hardware and Embedded Systems).
Позже Калиски был приглашённым профессором и членом международной совещательной коллегии Школы программного обеспечения и микроэлектроники Университета Пекина (англ. Peking University’s School of Software and Microelectronics). Он является также членом совещательной коллегии конференции RSA и почётным попечителем Руководящего совета технологий Массачусетса (англ. Massachusetts Technology Leadership Council). Был одним из 11 призёров Премии бизнеса и технологий Новой Англии (англ. New England Business and Technology Award) в 2003 году. Калиски является членом IEEE Computer Society.

## Работы и публикации
- 2007 г. «Проверка целостности для больших файлов»[3] Проверка, рассмотренная в данной работе, применяется для проверки целостности файлов большого объёма, например архивов. Может быть применена для использования с полудоверенными онлайн-сервисами хранения, чтобы быть уверенным, что информация не была испорчена или изменена.
- 2006 г. «Математика криптосистем на алгоритме RSA с открытым ключом»[4] В этой работе Барт описал математические аспекты алгоритма RSA с открытым ключом.
- 2006 г. «Состояние безопасности малого бизнеса в электронной экономике»[5]
- 2005 г. «Проверка для двухсерверной аутентификации»[6] Так как многие сервера хранят пароль в открытом виде, при атаке на них много информации будет утеряно. Для этого используются 2 и более серверов, на которых хранятся части пароля. Эта работа посвящена безопасному протоколу аутентификации с помощью 2 и более серверов.
- 2003 г. «Новый метод двухсерверной аутентификации с коротким ключом»[7] В этой работе приводится новый метод хранения и защиты коротких ключей. Этот метод не требует каких-либо криптографических вычислений от клиентов и может быть внедрён очень быстро.
- 2002 г. «О безопасности RSA-кодирования в соединении TLS»[8] В этой работе, показанной на конференции CRYPTO'02, его команда, опираясь на показанное раньше, рассматривала уязвимости в RSA-кодировании при соединении TLS. Они рассмотрели альтернативную псевдослучайную функцию. Результат был распространён на широкий класс конструкций: т. н. механизмы инкапсуляции меченных ключей.
- 2002 г. «О брандмауэрах хеш-функций в схемах подписи»[9] Безопасность таких брандмауэров зависит от уверенности проверяющего, что такая же хеш-функция была применена во время подписывания. Некоторые схемы подразумевают добавление уникальных идентификаторов для каждой хеш-функции и повышения безопасности. Однако, как показывает Калиски в этой работе, существуют «слабые» хеш-функции, которые могут быть целью алгоритмов взлома. В этой работе Барт описывает не только атаку на «слабые» хеш-функции, но также демонстрирует новую атаку, целью которой могут быть и даже «сильные» хеш-функции.
- 2001 г. An unknown key-share attack on the MQV key agreement protocol.
- 2000 г. Server-assisted generation of a strong secret from a password.
- 1999 г. Efficient finite field basis conversion involving dual bases.
- 1999 г. Emerging standards for public-key cryptography. Lectures on Data Security: Modern Cryptology in Theory and Practice.
- 1998 г. Storage-efficient finite field basis conversion.
- 1988 г. Elliptic Curves and Cryptography: A Pseudorandom Bit Generator and Other Tools. Ph.D. Thesis, MIT/LCS/TR-411, MIT. Архивная копия от 15 сентября 2006 на Wayback Machine